# 斯沃利納河

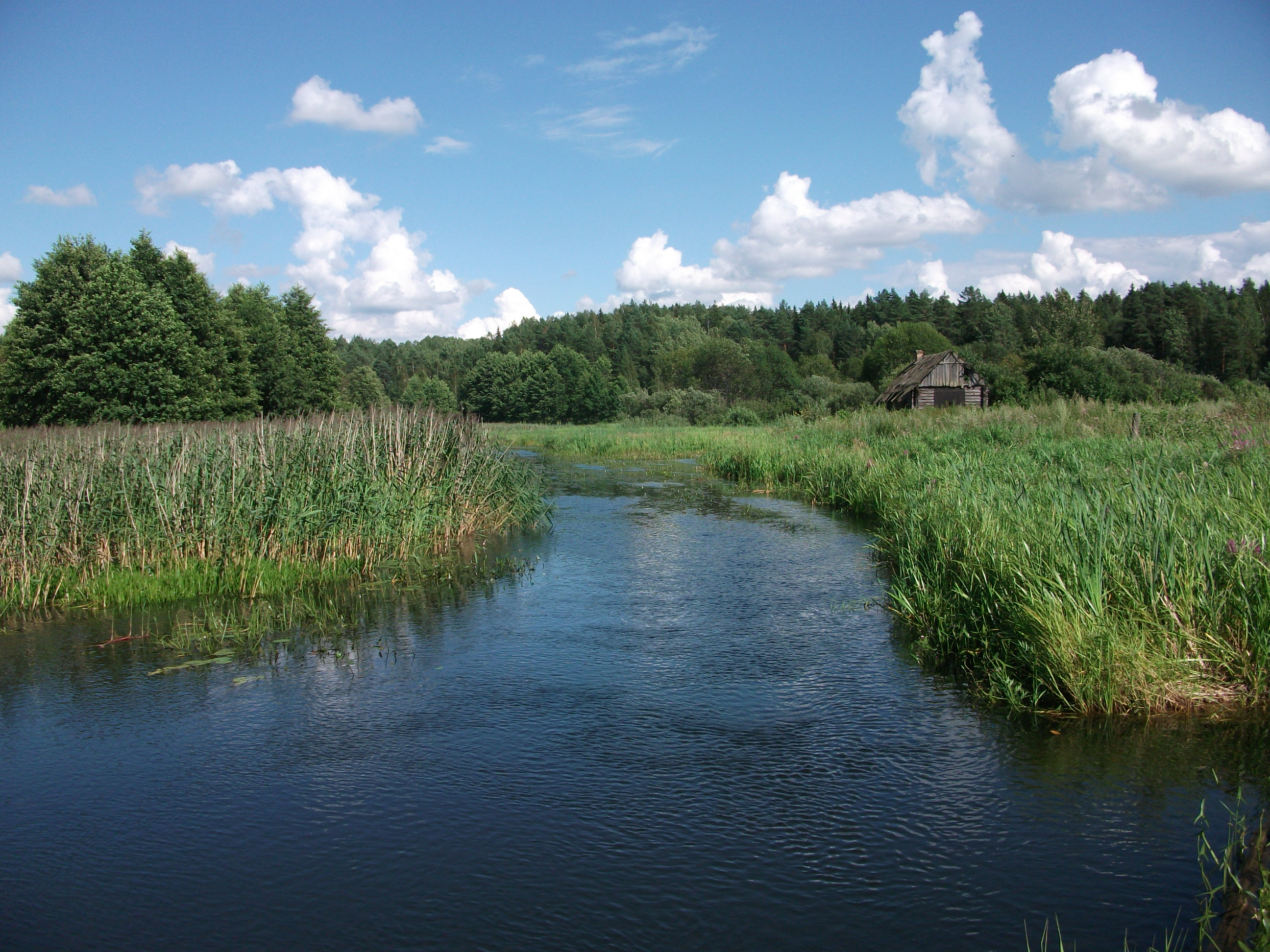
斯沃利納河

斯沃利納河（俄羅斯語及白俄羅斯語：Свольна）是俄羅斯和白俄羅斯的河流，屬於德里薩河的右支流，由普斯科夫州和維捷布斯克州負責管轄，河道全長99公里，發源自涅切里察湖，每年十二月至翌年四月結冰。